# Абуми-гути

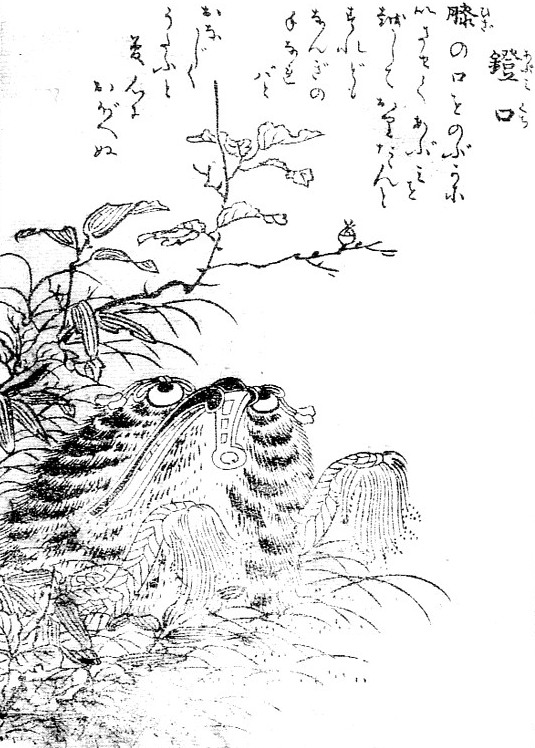
Абуми-гути (рисунок Ториямы Сэкиэна из Гадзу-хякки-цурэдзурэ-букуро

Абуми-гути (яп. 鐙口, «стремя-рот») или абуми-кути — цукумогами в японском фольклоре. Странное пушистое существо, которое появляется на свет из старого лошадиного стремени, которое принадлежало воину-всаднику, погибшему на войне, в том случае, если соратники оставляли стремя брошенным на поле брани. Считается что абуми-гути, подобно преданному псу, будет ожидать своего господина в том месте, где забыли стремя, а так как павший в бою прежним уже не вернётся, то его абуми-гути навсегда обречён на одиночество.